# ماما ميا! (فلم)
ماما ميا هو فيلم موسيقي رومنسي بريطاني من إصدار سنة 2008 مأخوذ عن المسرحية الموسيقية التي تحمل نفس الاسم، التي ترتكز على أغاني فرقة آبا. الفيلم من إخراج فيليدا لويد وتوزيع شركة يونيفرسل ستوديوز. تقود ميريل ستريب طاقم التمثيل في دور الأم العازبة دونا شيريدان، ويلعب بيرس بروزنان (سام كارميكل)، كولين فيرث (هاري برايت) وستيلان سكارسغارد (بيل أندرسون) أدوار الآباء المحتملين لصوفي، ابنة دونا، التي تلعب دوره أماندا سيفريد.

## القصة
تدعو صوفي لزفافها ثلاثة اشخاص تظن أن أحدهم هو والدها لكن لا تخبرهم سبب الدعوة الحقيقي ولا تخبر والدتها أنها قد دعتهم.

## الممثلون والشخصيات
- ميريل ستريب (بدور: دونا كارمايكل)
- بيرس بروسنان (بدور: سام كارمايكل)
- كولين فيرث (بدور: هاري برايت)
- أماندا سيفريد (بدور: صوفي شيريدان)
- دومينيك كوبر (بدور: سكاي)
- ستيلان سكارسغارد (بدور: بيل اندرسون)

### ترشيحات وجوائز
| السنة | الحدث              | الفئة                                                                                            | النتيجة |
| ----- | ------------------ | ------------------------------------------------------------------------------------------------ | ------- |
| 2009  | جوائز الغولدن غلوب | أفضل فيلم: كوميدي او موسيقي                                                                      | رُشِّح     |
| 2009  | جوائز الغولدن غلوب | أفضل ممثلة في فلم كوميدي او موسيقي (ميريل ستريب)                                                 | رُشِّح     |
| 2009  | جوائز البافتا      | أفضل فيلم بريطاني                                                                                | رُشِّح     |
| 2009  | جوائز البافتا      | جائزة كارل فورمان لانجاز مميز من قبل مخرج، كاتب أو منتج بريطاني لأول فيلم مصور له. (جودي كرايمر) | رُشِّح     |
| 2009  | جوائز البافتا      | أفضل موسيقى (بيني أندرسون، بيورن ألفيس)                                                          | رُشِّح     |
| 2009  | جوائز الرازي       | أسوء ممثل في دور مساعد (بيرس بروزنان)                                                            | فوز     |

## الميزانية والإيرادات
بلغت تكلفة إنتاج الفيلم حوالي 52 مليون دولار بينما حقق أرباحا تقدر بـ 609,841,637 دولار.

## ردود الفعل
حصل الفيلم على مراجعات متباينة، حيث حصل على نسبة 54 بالمئة من المراجعات الاجابية على موقع الطماطم الفاسدة.

## وصلات خارجية
- مقالات تستعمل روابط فنية بلا صلة مع ويكي بيانات